# Суановы
Суа́новы (осет. Суантæ) — осетинская фамилия.

## Антропонимика
Фамильное имя объясняется из осетинского языка (суан) — ‘охота, охотник’

## Происхождение
Некогда в селении Ксурт (Алагирское общество) жили братья Суан, Даур и Цаллаг. Здесь им не хватало земли и они решили переселиться отсюда, так Суан ушёл в Мамисонское ущелье где выбрал для жизни селение Тли. Один из тлийских Суановых по имени Дзагой, перебрался в Кемультское ущелье где основал село с таким же названием — Тли. Его потомки образовали новую фамилию, и называются от его имени Дзагоевыми. Позже от них образовалась фамилия Парастаевых.

## Генеалогия
Родственными фамилиями (осет. æрвадæлтæ) Суановых являются — Дауровы, Цаллаговы.
Генетическая генеалогия
Суанов (3) — G2-P18 > GG330
276917 — Suanov — G2a1a1a1b1a (DYS505=9, YCAII=19,21, DYS438=9, DYS391=9, DYS455=12)

## Известные представители
- Вадим Станиславович Суанов (1968) — депутат Парламента РСО-А пятого и шестого созывов.
- Станислав Николаевич Суанов (1949) — советский и российский военачальник, генерал-полковник.
- Борис Михайлович Суанов (1944) — заслуженный экономист РСО-Алания.

Искусство
- Валерий Русланович Суанов (1983) ― главный балетмейстер филиала Мариинского театра.
- Казбек Семёнович Суанов (1946–2024) — актёр Северо-Осетинского драматического театра, народный артист РСО-Алания.
- Ким Семёнович Суанов (1940–1995) — осетинский эстрадный певец (тенор), народный артист СО, заслуженный артист РФ.
- Фёдор Сардоевич Суанов (1915–2006) — танцор, певец (баритон), режиссёр. Заслуженный артист РФ.

Спорт
- Руслан Владимирович Суанов (1953–2003) — советский футболист, нападающий.
- Руслан Русланович Суанов (1975) — российский футболист, нападающий.